# Tanananifololahy
Tanananifololahy is een plaats en commune in het oosten van Madagaskar, behorend tot het district Andilamena, dat gelegen is in de regio Alaotra-Mangoro. Tijdens een volkstelling in 2001 telde de plaats 4.527 inwoners.
De plaats biedt enkel lager onderwijs aan. 55 % van de bevolking werkt als landbouwer en 40 % houdt zich bezig met veeteelt. Het belangrijkste landbouwproduct is rijst; andere belangrijke producten zijn pinda's, maniok en tomaten. Verder is 5% actief in de dienstensector.